# Arsenura erythrinae
Arsenura erythrinae är en fjärilsart som beskrevs av Fabricius 1781. Arsenura erythrinae ingår i släktet Arsenura och familjen påfågelsspinnare. Inga underarter finns listade i Catalogue of Life.